# 切斯特鎮區 (新澤西州)
切斯特鎮區（英語：Chester Township）是位於美國新澤西州摩里斯縣的一個鎮區。

## 地方資料
切斯特鎮區的面積為75.67平方千米，當中陸地面積為75.45平方千米，而水域面積為0.22平方千米。根據2020年美國人口普查的數據，當地共有人口7713人，而人口密度為每平方千米101.93人。